# Wojna duńsko-szwedzka (1675–1679)

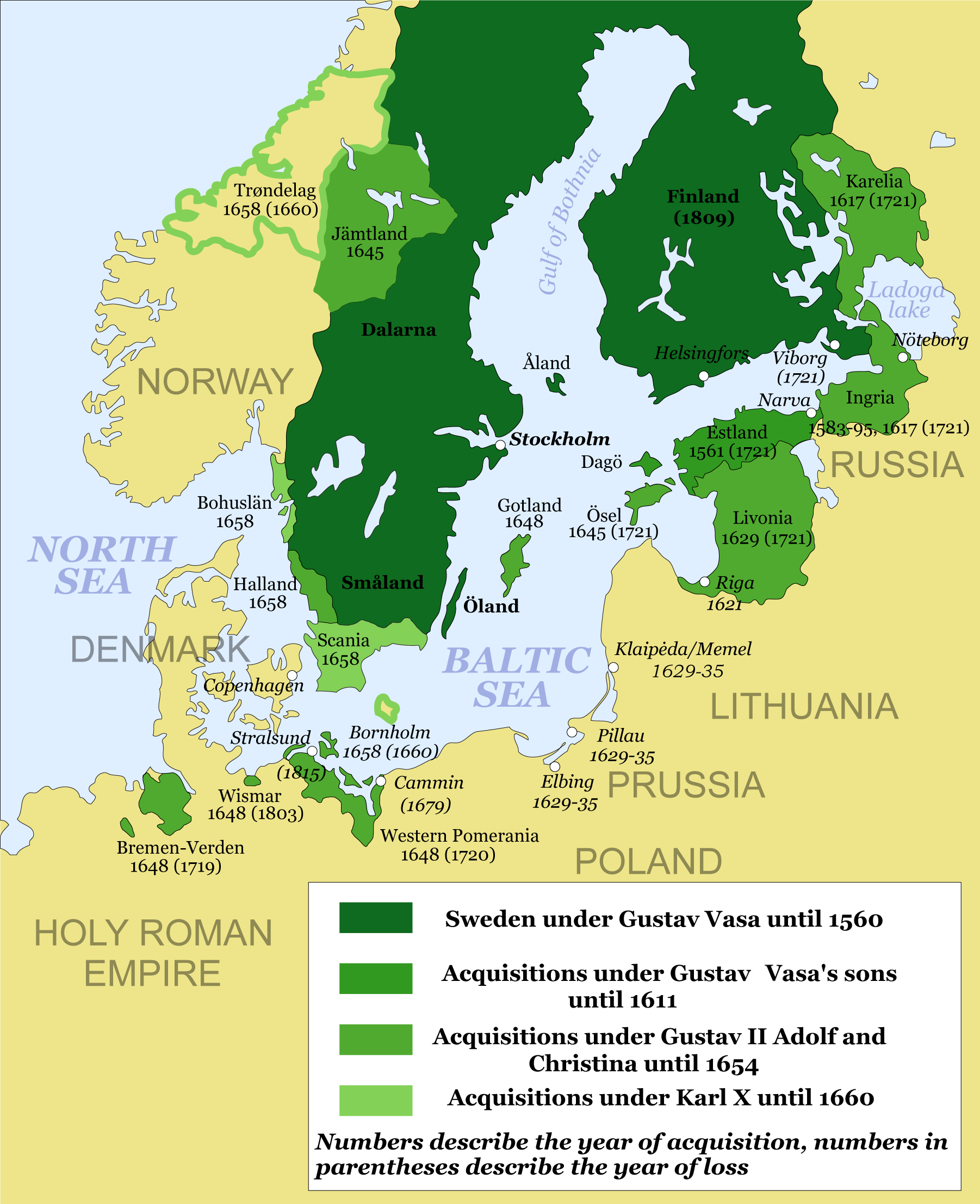
Posiadłości Szwecji przed rozpoczęciem wojny

Wojna szwedzko-duńska 1675–79 (zwana także wojną skańską) miała miejsce w latach 1675–1679 i była częścią ogólnoeuropejskich zmagań w ramach wojny Francji z koalicją.
W wyniku układu pokojowego w Roskilde w roku 1658 Duńczycy utracili tereny w południowej Szwecji. Król duński Chrystian V zdecydowany był odzyskać utracone ziemie. Flota duńska pod dowództwem Nielsa Juela pokonała Szwedów w bitwie u przylądka Jasmund (25 maja 1676) oraz pod Kopenhagą w 1677. W 1675 rozpoczęła się inwazja lądowa, która zakończyła się jednak niepowodzeniem Duńczyków.
W wojnie po stronie duńskiej walczyli m.in. Niemcy z Brandenburgii, którzy przyłączyli się do walk po najechaniu ich terenów przez wojska szwedzkie w 1675. Po porażce pod Fehrbelinem 28 czerwca 1675 Szwedzi wycofali się do Prus Wschodnich a Brandenburgia zajęła część Pomorza Szwedzkiego. W roku 1679 zawarto układ pokojowy w Lund (tereny południa kraju pozostały przy Szwecji). W tym samym roku Brandenburgia zmuszona była zwrócić Pomorze Szwedom (układ w St. Germain 1679).

## Wstęp
Wojna pomiędzy Danią a Szwecją w latach 1675–1679 toczyła się o dawne posiadłości duńskie: Skania, Blekinge i Halland, opuszczone przez Duńczyków w roku 1658 po podpisaniu pokoju w Roskilde. Wojna toczona była w cieniu konfliktu francusko-holenderskiego, w którym Francuzi byli sprzymierzeńcami Szwedów, podczas gdy siły koalicji tworzyły Niderlandy, Hiszpania, Austria i Brandenburgia popierająca Duńczyków. Teatrem działań wojennych były ziemie Vester Gotlandii i Bohuslänu, a także niemieckie posiadłości szwedzkie nad Morzem Bałtyckim.

## Przebieg wojny
W roku 1675 Dania wypowiedziała Szwecji wojnę. W pierwszej fazie konfliktu atak sprzymierzonych Danii i Brandenburgii skierowany był przeciwko szwedzkim posiadłościom w Niemczech. W krótkim czasie zajęte zostały Pomorze Przednie, Wismar, Bremen-Verden oraz Szczecin. Równocześnie flota holendersko-duńska operowała na Bałtyku gdzie dnia 1 czerwca 1676 zwyciężyła pod wodzą holenderskiego admirała Cornelisa Trompa flotę szwedzką w bitwie morskiej pod Olandią. Zwycięstwo to dało Duńczykom przewagę na morzu, a Olandia została zajęta przez wojska duńskie.
W czerwcu Duńczycy wyruszyli do Skanii, dokonując desantu w okolicy Råå na południe od Helsingborga. W przeciągu kilku miesięcy niemalże cała Skania z wyjątkiem Malmö i części Blekinge obsadzone zostały przez Duńczyków. W tym samym czasie armia duńsko-norweska wyruszyła z terenów Norwegii wzdłuż wybrzeża w kierunku Göteborga, zdobywając Uddevalla i Vänersborg. Wojska te utknęły jednak w okolicy silnie bronionej twierdzy Bohus.
Pod koniec roku 1676 szczęście wojenne uśmiechnęło się do Szwecji. Król szwedzki Karol XI pomaszerował na czele silnej armii do Skanii i dnia 4 grudnia zwyciężył przeciwnika w bitwie pod Lund, jednej z najkrwawszych bitew w historii Skandynawii (50% zabitych po obu stronach). Kolejne zwycięstwo Szwedzi odnieśli 14 lipca 1677 pod Landskroną. Pomimo zwycięstw szwedzkich na lądzie, latem 1677 flota szwedzka poniosła dotkliwą klęskę na morzu w zatoce Køge.
Od lata 1677 do lata 1678 walki koncentrowały się przede wszystkim w rejonie miasta Kristianstad, zajętego przez Duńczyków, jednak po długim oblężeniu w sierpniu 1678 odzyskanego przez Szwedów. Inne walki toczyły się w rejonie prowincji w zachodniej Szwecji. Dużym problemem dla Szwedów były operujące w Skanii korpusy wolnych strzelców oraz siły partyzanckie tzw. snapphanarna, stanowiące stałe zagrożenie dla szwedzkich linii zaopatrzeniowych. Król szwedzki stosując drakońskie metody uporał się jednak z tym problemem. M.in. dnia 19 kwietnia 1678 nakazał spalić wszystkie zabudowania w parafii Örkened (Örkeneds socken) oraz stracić każdego zdolnego do noszenia broni mężczyznę pomiędzy 15. a 60. rokiem życia.

## Traktat pokojowy
W połowie 1678 po zakończeniu wojny francusko-holenderskiej oraz podpisaniu pokoju w Nijmegen, Dania i Brandenburgia straciły poparcie swoich sprzymierzeńców. W podpisanym wstępnie w Saint-Germain-en-Laye traktacie, Szwecja zwróciła niewielkie obszary w Niemczech, a w kolejnym traktacie podpisanym w Lund wojna szwedzko-duńska bez zwrotu żadnych ziem na rzecz któregoś z państw została zakończona.

## Chronologia wojny
- bitwa morska u przylądka Jasmund 25 maja 1676
- bitwa morska pod Olandią 1 czerwca 1676
- bitwa pod Halmstad 17 sierpnia 1676
- bitwa pod Lund 4 grudnia 1676
- Bitwa pod Møn 31 maja – 1 lipca 1677
- bitwa morska w Zatoce Køge 1 lipca 1677
- bitwa pod Landskroną 24 lipca 1677